# Gorenci (Debarca)
Gorenci (macedónul: Горенци, albánul Gorenca) település Észak-Macedóniában, a Délnyugati körzet Debarcai járásában.

## Népesség
2002-ben 316 lakosa volt, akik közül 169 macedón, 146 albán és 2 més nemzetiségű.